# Ernest Cosson
Pour les articles homonymes, voir Cosson (homonymie).
Ernest Saint-Charles Cosson, né le 22 juillet 1819 à Paris où il est mort le 31 décembre 1889, est un botaniste français.

## Biographie
Né dans une famille aisée, il est destiné à suivre la carrière de son père dans le commerce. Il est studieux, mais, ne se trouvant pas de prédilection pour l'exercice du commerce, et son père le laissant libre, il entame des études de médecine. En 1847, il fait paraître sa thèse de chirurgie. Cependant, sa passion pour la botanique et les nombreux voyages qu'elle lui occasionne lui font délaisser son premier métier pour se consacrer à cette discipline. Malgré cela, en 1870, durant la guerre franco-prussienne, il prendra la tête d'une ambulance importante créée à ses frais pour soigner les malades.
Dès 1840, à vingt ans à peine, il publie un mémoire sur les plantes des environs de Paris en collaboration avec Ernest Germain de Saint-Pierre (1815-1882). Ce mémoire devient l'Atlas de la flore des environs de Paris, qui a pour objectif d'être la suite du Traité de Botanique d'Adrien de Jussieu et qui obtient l'aval du grand botaniste. Il étudie la flore de Port Juvénal à Montpellier et de Thurelles. Il voyage à travers l'Europe pour étudier les plantes.
Il organise l’Association française d’exploration botanique, qui lui permet d’étudier de nombreuses plantes du pourtour de la Méditerranée. Il est choisi pour figurer dans la Commission scientifique d’exploration de l’Algérie. Il réalise dix voyages dans ce pays de 1852 à 1861, sous l'autorité du ministère de la guerre mais toujours à ses frais. Son travail minutieux donne les altitudes des lieux et les températures moyennes (grâce à un baromètre de Fortin qui le suit partout) en plus de renseignements botaniques. Il s'intéresse aussi aux dialectes des autochtones, aux noms qu'ils donnent aux plantes ainsi qu'aux propriétés de celles-ci. Ses connaissances précises lui permettent, sans sortir d'Algérie, d'acquérir des connaissances sur des plantes poussant près du fleuve Tchad par exemple, connaissances confirmées par des voyageurs de ces régions éloignées.
Plus tard, il dirige la commission chargée d’étudier l’histoire naturelle de la Tunisie, sur laquelle le protectorat français vient d’être établi. Participent à cette commission Paul-Napoléon Doumet-Adanson (1834-1897), Victor Constant Reboud (1821-1889), Aristide-Horace Letourneux (1820-1890) et Edmond Bonnet (1848-1922).
Il est président de la Société botanique de France en 1863.
En 1867, il présente son herbier au Congrès International de Botanique de Paris. Sa description par les spécialistes fait douze pages et il est considéré comme exceptionnel. Il est élu membre de l'Académie des sciences en 1873 au siège d'Auguste Duméril.
Il meurt, subitement, le 31 décembre 1889, à Paris, victime d'une épidémie. Il lègue son herbier au Muséum national d'histoire naturelle de Paris.

## Œuvres

### Sélection
- Avec Ernest Germain de Saint-Pierre, Atlas de la flore des environs de Paris : ou Illustrations de toutes les espèces des genres difficiles et de la plupart des plantes litigieuses de cette région, Paris, Fortin, Masson et Cie, 1845, XVI p. 41 pl. avec texte explicatif (lire en ligne).
- Notes sur quelques plantes nouvelles, critiques ou rares du Midi de l'Espagne, 1849–1852 — En ligne : t. 2 ; t. 3 ; t. 4.
- Rapport sur un voyage botanique en Algérie, d'Oran au Chott-el-Chergui, entrepris en 1852, 1853.
- Avec Michel Charles Durieu de Maisonneuve,  Introduction à la Flore d'Algérie, 1854.
- Rapport sur un voyage botanique en Algérie, de Philippeville à Biskra et dans les monts Aurès, entrepris en 1853, 1856.
- Instructions sur les observations et les collections botaniques à faire dans les voyages, 1872.
- Le règne végétal en Algérie : considérations générales sur l'Algérie, sur sa végétation spontanée et ses cultures, Paris, impr. de A. Quantin, 1879, 75 p. (lire en ligne).
- Note sur le projet de création en Algérie d'une mer dite intérieure, 1880.
- (la) Illustrationes Florae atlanticae : seu Icones plantarum novarum, rariorum vel minus cognitarum, in Algeria, necnon in regno Tunetano et imperio Maroccano nascentium, vol. 1 et 2, Paris, 1882-1897, 33 p. (lire en ligne).
- Forêts, bois et broussailles des principales localités du Nord de la Tunisie explorées, en 1883, par la mission botanique, 1884.
- Note sur la flore de la Kroumirie centrale : explorée en 1883 par la Mission botanique sous les auspices du Ministère de l'Instruction publique, Paris, Imprimeries réunies, 1885, 33 p. (lire en ligne)[4].

### Listes de publications
- Notice sur les titres et travaux scientifiques de M. Ernest Cosson, 1871 — Liste de 80 titres ; autres textes utiles.
- Liste d'ouvrages en ligne, sur worldcat.org.

## Éponymie
Coss. est l’abréviation botanique standard de Ernest Cosson.
Consulter la liste des abréviations d'auteur en botanique ou la liste des plantes assignées à cet auteur par l'IPNI, la liste des champignons assignés par MycoBank, la liste des algues assignées par l'AlgaeBase et la liste des fossiles assignés à cet auteur par l'IFPNI.
- (Brassicaceae) Draba cossonii O.E.Schulz[5].
- (Geraniaceae) Erodium cossonii Guitt. & Mathez[6].
- (Lamiaceae) Teucrium cossonii D.Wood 1972 [7].
- (Rosaceae) Pyrus cossonii Rehder 1946 [8].
- Limprichtia cossonii.
- Hypnum cossonii.
- Scorpidium cossonii.
- (Papaveraceae) Rupicapnos cossonii Pugsley[9].